# Kiss Me Baby
"Kiss Me Baby" is een liedje van Stevie Wonder, dat hij samen met Clarence Paul schreef. Tamla Records gaf het op 26 maart 1965 als single uit. Wonder wist met "Kiss Me Baby" de hitlijsten niet te bereiken. Op de B-kant stond het door Paul geschreven "Tears in Vain". Een vertolking hiervan door The Supremes stond op hun album The Supremes Sing Country, Western and Pop, dat op 22 februari 1965 werd uitgegeven en de 79ste plaats in Billboard 200 bereikte. Wonders versie verscheen in 2006 op het compilatiealbum The Complete Motown Singles - Vol. 4: 1964.